# 周亭羽
周亭羽（1990年7月5日—），台湾电视主播，國立交通大學傳播與科技學系畢業，大學實習期間進入中視新聞。畢業後任職中視新聞部擔任文字記者，先後擔任交通線與生活線記者。2014年3月開始擔任兼任主播，同年被爆出和九把刀發生「不倫戀」成為第三者。2016年2月被召回支援文字記者。2016年6月22日傳出與作家九把刀交往中，隨即被證實2016年3月初就已從中視新聞部離職。

## 學歷
- 國立交通大學傳播與科技學系
- 國立桃園高級中學
- 桃園市立青溪國民中學

## 經歷
- 交大《喀報》記者（2010年－2011年）[2]
- 中視新聞文字記者（2012年－2014年10月22日；2014年11月10日－2015年5月；2016年2月－2016年3月）[3]
- 中視《大陸尋奇》外景主持人（2013年11月－2013年12月15日）
- 中視《小資賺大錢》外景特派員兼單元主持人（2013年5月－2014年5月31日）
- 中視新聞台《即時新聞現場》主播（2014年3月3日－2014年8月18日）
- 中視《新聞NEW一下》特派員（2014年3月12日－2014年10月22日；2014年11月10日－2015年5月）
- 中視新聞台《社會編輯部》主播（2014年5月5日－2014年10月21日）
- 《把愛傳出去 台灣加油》高雄氣爆慈善募款晚會（2014年8月9日）[4]
- 中視YouTube節目《2015輕旅行系列報導》節目主持人（2015年1月22日－2015年1月30日）[5]
- 中視《兩岸文化行》主持人（2015年12月7日－2016年9月4日）[6]

## 作品

### 影視演出
電影
| 年份   | 片名                       | 飾演                           |
| ------ | -------------------------- | ------------------------------ |
| 2017年 | 《報告老師！怪怪怪怪物！》 | FKU TV新聞現場主播（聲音演出） |
| 2020年 | 《打噴嚏》                 | 主播、特約記者                 |

## 個人生活
- 2014年10月22日，《台灣壹週刊》爆料刊登作家九把刀與周亭羽緋聞劈腿事件[7][8]。
- 2016年6月22日，《台灣蘋果日報》爆料刊登作家九把刀與周亭羽傳出復合交往中[9]。
- 2017年，與九把刀結婚。